# Clasamentul pe medalii la Jocurile Olimpice de vară din 1932
Acesta lista este clasamentul pe medalii la Jocurile Olimpice de vară din 1932, cu toate țările care au cucerit medalii la Jocurile Olimpice de vară din 1932 de la Los Angeles, în perioada 30 iulie – 14 august. Din cauza crizei economice din 1929 și a cheltuielilor de transport, doar 1.332 sportivi din 37 de țări au participat, cel mai mic număr după ediția din 1904 de la St. Louis.

## Tabelul medaliilor
Ordinea țărilor din acest tabel este în conformitate cu regulile oficiale publicate în convenția COI și cu informațiile oferite de către Comitetul Olimpic Internațional. Așadar, primele țări sunt luate în ordinea numărului de medalii de aur. Apoi, sunt luate în considerare medaliile de argint, iar mai apoi cele de bronz. Dacă scorul este egal, țările sunt ordonate alfabetic.
Pentru a sorta acest tabel după o anumită coloană, apăsați pe iconița  de lângă titlul coloanei.
Legendă
      Țara gazdă
| Loc                   | Țară                             | Aur | Argint | Bronz | Total |
| --------------------- | -------------------------------- | --- | ------ | ----- | ----- |
| 1                     | Statele Unite ale Americii (USA) | 41  | 32     | 30    | 103   |
| 2                     | Italia (ITA)                     | 12  | 12     | 12    | 36    |
| 3                     | Franța (FRA)                     | 10  | 5      | 4     | 19    |
| 4                     | Suedia (SWE)                     | 9   | 5      | 9     | 23    |
| 5                     | Japonia (JPN)                    | 7   | 7      | 4     | 18    |
| 6                     | Ungaria (HUN)                    | 6   | 4      | 5     | 15    |
| 7                     | Finlanda (FIN)                   | 5   | 8      | 12    | 25    |
| 8                     | Marea Britanie (GBR)             | 4   | 7      | 5     | 16    |
| 9                     | Germania (GER)                   | 3   | 12     | 5     | 20    |
| 10                    | Australia (AUS)                  | 3   | 1      | 1     | 5     |
| 11                    | Argentina (ARG)                  | 3   | 1      | 0     | 4     |
| 12                    | Canada (CAN)                     | 2   | 5      | 8     | 15    |
| 13                    | Olanda (NED)                     | 2   | 5      | 0     | 7     |
| 14                    | Polonia (POL)                    | 2   | 1      | 4     | 7     |
| 15                    | Africa de Sud (RSA)              | 2   | 0      | 3     | 5     |
| 16                    | Irlanda (IRL)                    | 2   | 0      | 0     | 2     |
| 17                    | Cehoslovacia (TCH)               | 1   | 2      | 1     | 4     |
| 18                    | Austria (AUT)                    | 1   | 1      | 3     | 5     |
| 19                    | India (IND)                      | 1   | 0      | 0     | 1     |
| 20                    | Danemarca (DEN)                  | 0   | 3      | 3     | 6     |
| 21                    | Mexic (MEX)                      | 0   | 2      | 0     | 2     |
| 22                    | Letonia (LAT)                    | 0   | 1      | 0     | 1     |
| 22                    | Noua Zeelandă (NZL)              | 0   | 1      | 0     | 1     |
| 22                    | Elveția (SUI)                    | 0   | 1      | 0     | 1     |
| 25                    | Filipine (PHI)                   | 0   | 0      | 3     | 3     |
| 26                    | Spania (ESP)                     | 0   | 0      | 1     | 1     |
| 26                    | Uruguay (URU)                    | 0   | 0      | 1     | 1     |
| Total (27 de CON-uri) | Total (27 de CON-uri)            | 116 | 116    | 114   | 346   |